# Adelheid von Saldern

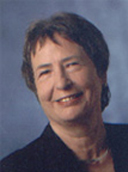
Adelheid von Saldern

Adelheid von Saldern (* 28. Dezember 1938 in München als Adelheid Johanna Maria Anna Charlotte Innocentia von Schmaedel) ist eine deutsche Historikerin. Sie lehrte von 1978 bis 2004 als Professorin für Neuere Geschichte am Historischen Seminar der Leibniz Universität Hannover.

## Leben
Adelheid von Saldern wurde als drittes Kind des Güterdirektors Hanns von Schmaedel und dessen Frau Charlotte, geb. Gräfin von Arco auf Valley, in München geboren und wuchs in einem evangelischen Elternhaus am Chiemsee, in Niederbayern, in Baden-Württemberg und in München auf. Sie studierte von 1957 bis 1963 Geschichte und Literaturwissenschaften an den Universitäten München und Mainz. 1964 wurde sie in München bei Franz Schnabel mit einer Arbeit über den Reichsfinanzminister Hermann Dietrich promoviert. Von 1967 bis 1970 hatte sie einen Forschungsauftrag der Deutschen Forschungsgemeinschaft, 1970/71 einen Lehrauftrag an der Universität Hannover. Auf der Basis des DFG-Projektes habilitierte sie sich 1972 an der Universität Hannover mit dem Buch: Vom Einwohner zum Bürger. Zur Emanzipation der städtischen Unterschicht Göttingens 1890–1920. Ab 1972 war sie Universitätsdozentin, ab 1978 Professorin am Historischen Seminar der Universität Hannover.
In den Jahren 1989, 1994 und 1998 verbrachte von Saldern jeweils mehrere Monate als Gastprofessorin an der Johns Hopkins University in Baltimore, an der University of Chicago und im Center for European Studies an der Harvard University. Sie gehörte zum Gründerkreis der Gesellschaft für Stadtgeschichte und Urbanisierungsforschung (stellvertretende Vorsitzende, 2000–2004) und der Zeitschrift Werkstatt Geschichte. In den ersten Jahren der 2003 gegründeten Zeitschrift Zeithistorische Forschungen (Zentrum für Zeithistorische Forschungen, Potsdam) war sie Mitglied im Beirat. Sie gehört ferner zum Herausgeberkreis der Docupedia-Zeitgeschichte (ebenfalls ZZF, Potsdam). In den Jahren 1997 bis 2007 war sie Mitglied im Wissenschaftliche Beirat der Forschungsstelle für Zeitgeschichte an der Universität Hamburg (ab 1998: Vorsitzende). Von 2017 bis 2023 Mitglied der Unabhängigen Historischen Kommission diverser Bundesministerien zur Erforschung von Bauen und Planen im Nationalsozialismus. Voraussetzungen, Institutionen, Wirkungen (ursprünglich: Bundesministerium für Umwelt, Naturschutz; Bau und Reaktorsicherheit).
Adelheid von Saldern hat zahlreiche Schriften über politische, ökonomische, sozialgeschichtliche und historiographische Themen des 19. und 20. Jahrhunderts verfasst. Besondere Berücksichtigung fanden die Arbeiterbewegung, die Geschlechtergeschichte, die Geschichte des Wohnens sowie die Wohnungspolitik inkl. Sozialrationalisierung. Ihre neueren Forschungsschwerpunkte liegen auf dem Gebiet der Mediengeschichte, Kulturgeschichte sowie auf der Stadtgeschichte und der transatlantischen Geschichte. Sie ist weiterhin wissenschaftlich aktiv. Seit 2013 hat sie sich die nordamerikanische Geschichte als neues Forschungsfeld erschlossen und arbeitet hier auf dem Feld der Stadtgeschichte und der afro-amerikanischen Geschichte.

## Wissenschaftliches Wirken
„Adelheid von Saldern is one of the most interesting historians currently working in Germany. (S. IX) During the 1980s and 1990s, she became one of the best practitioners of the approaches Alltagsgeschichte helped to pioneer, in ways that both realized some of their best purposes and pushed them into new and exciting terrain. (S. XV) Adelheid von Saldern has become one of the most challenging and experimental twentieth-century historians currently working in Germany: Social History, Popular Culture, and Politics in Germany is delighted to bring this excellent historian’s work into wider circulation.“

## Schriften (Auswahl)

### Monographien
- Kunstnationalismus. Die USA und Deutschland in transkultureller Perspektive 1900–1945, Göttingen 2021.
- Amerikanismus. Kulturelle Abgrenzung von Europa und US-Nationalismus im frühen 20. Jahrhundert, Stuttgart 2013.
- Netzwerkökonomie im frühen 19. Jahrhundert. Das Beispiel der Schoeller-Häuser, Stuttgart 2009.
- Häuserleben. Zur Geschichte städtischen Arbeiterwohnens vom Kaiserreich bis heute, Bonn 1995, 2. Aufl. Bonn 1997.
- Neues Wohnen. Wohnungspolitik und Wohnkultur im Hannover der zwanziger Jahre (= Hannoversche Studien, Band 1), Hahn, Hannover 1993, ISBN 3-7752-4951-6.
- Auf dem Wege zum Arbeiterreformismus. Parteialltag in sozialdemokratischer Provinz, Göttingen 1870 bis 1920, Frankfurt a. M. 1984.
- Mittelstand im Dritten Reich. Handwerker, Einzelhändler und Bauern, Frankfurt a. M./New York 1979, 2. Aufl. 1985.
- Vom Einwohner zum Bürger. Zur Emanzipation der städtischen Unterschicht Göttingens 1890–1920. Eine sozial- und kommunalhistorische Untersuchung, Berlin 1973.
- Hermann Dietrich. Ein Staatsmann der Weimarer Republik, Boppard a.R. 1966.

### Sammelbände (als Herausgeberin)
- (zus. mit Rüdiger Hachtmann, Jan-Holger Kirsch) Zeithistorische Forschungen: Themenheft Fordismus, 6 (2009), H. 2.
- Stadt und Kommunikation in bundesrepublikanischen Umbruchszeiten, Stuttgart 2006.
- Inszenierter Stolz. Stadtrepräsentationen in drei deutschen Gesellschaften (1935–1975), Stuttgart 2005.
- Inszenierte Einigkeit. Herrschaftsrepräsentationen in DDR-Städten, Stuttgart 2003.
- (zus. mit Inge Marßolek) Radiozeiten. Herrschaft, Alltag, Gesellschaft, Potsdam 1999.
- (zus. mit Inge Marßolek; Mitarbeiterinnen: Daniela Münkel, Monika Pater, Uta C. Schmidt) Zuhören und Gehörtwerden, Bd. 1: Radio im Nationalsozialismus. Zwischen Lenkung und Ablenkung, Tübingen 1998.
- (zus. mit Inge Marßolek; Mitarbeiterinnen: Daniela Münkel, Monika Pater, Uta C. Schmidt) Zuhören und Gehörtwerden, Bd. 2: Radio in der DDR der fünfziger Jahre. Zwischen Lenkung und Ablenkung, Tübingen 1998.
- (zus. mit Alf Lüdtke, Inge Marßolek) Amerikanisierung. Traum und Alptraum im Deutschland des 20. Jahrhunderts, Stuttgart 1996.
- Stadt und Moderne. Hannover in der Weimarer Republik, Hamburg 1989.
- (zus. mit Ulfert Herlyn, Wulf Tessin): Neubausiedlungen der 20er und 60er Jahre. Ein historisch-soziologischer Vergleich. Frankfurt/New York 1987.